# Lophocampa laroipa
Lophocampa laroipa är en fjärilsart som beskrevs av Druce 1893. Lophocampa laroipa ingår i släktet Lophocampa och familjen björnspinnare. Inga underarter finns listade i Catalogue of Life.